# Mark Shanon
Mark Shanon, pseudonimo di Manlio Cersosimo (Roma, 13 agosto 1939 – Manziana, 11 maggio 2018), è stato un attore cinematografico e attore pornografico italiano; sporadicamente ha usato lo pseudonimo Mark Shannon.

## Biografia
Figlio di Vincenzo Cersosimo, giudice istruttore al processo di Verona, è stato il primo porno divo italiano. Pur non disponendo di un pene di dimensioni eccezionali, è sempre stato molto apprezzato dalle sue partner per la gentilezza con cui si approcciava nel girare le scene hard.
Grazie ad un suo zio che lavorava nel cinema, iniziò a fare l'attore nei primi anni sessanta: il suo primo film fu Vino, whisky e acqua salata di Mario Amendola del 1962, nel quale interpretava la parte di un marinaio. Dopo circa 15 anni di comparsate o poco più, iniziò ad avere fama di "amatore cinematografico", secondo quanto da lui stesso raccontato, il giorno in cui durante una scena soft con l'attrice Carmen Russo, durante le riprese del film Le porno killers, ebbe un'erezione sul set.
Nel 1978 accettò la proposta del regista Joe D'Amato, con cui realizzerà diversi altri film, di prendere parte alla pellicola Sesso nero che viene ricordato come il primo film hardcore italiano girato per il mercato italiano senza inserti realizzati a parte. Il film verrà distribuito solo due anni dopo. Dopo questa esperienza prese parte a circa una trentina di film, quasi tutti di carattere pornografico tra cui emerge, nel 1981, Valentina, ragazza in calore, secondo film hard di Moana Pozzi con cui girerà solo questo film.
Si ritirò dal cinema pornografico nel 1984. Nel periodo in cui lavorava era tanto popolare da avere alcuni locali intitolati a suo nome, ma al contrario di altri pornodivi, non guadagnava molto. Fu perciò costretto a intraprendere il mestiere di guida turistica, grazie anche alla sua capacità di parlare diverse lingue. Nella seconda metà degli anni Novanta tornò alla recitazione nella parte di un portiere di uno stabile nella soap opera Incantesimo in cui, per la prima volta, lo si sente parlare con la sua voce, oltre che presentarsi col suo vero nome.
Morì l'11 maggio 2018 a Manziana, in provincia di Roma.

## Filmografia
- Vino, whisky e acqua salata, regia di Mario Amendola (1962)
- Motel Confidential, regia di Stephen Apostolof (1969)
- Daniela mini-slip, regia di Sergio Bergonzelli (1979)
- Le porno killers, regia di Roberto Mauri (1980)
- Sesso nero, regia di Joe D'Amato (1980)
- Orgasmo nero, regia di Joe D'Amato (1980)
- Porno Esotic Love, regia di Joe D'Amato (1980)
- Le notti erotiche dei morti viventi, regia di Joe D'Amato (1980)
- Superclimax, regia di Joe D'Amato (1980)
- Hard Sensation, regia di Joe D'Amato (1980)
- Blue Erotic Climax, regia di Joe D'Amato e Claudio Bernabei (1980)
- La dottoressa di campagna (1981)
- Porno Holocaust, regia di Joe D'Amato (1981)
- Porno lui erotica lei, regia di Mario Siciliano (1981)
- Le ereditiere superporno, regia di Joe D'Amato (1981)
- Pornovideo (1981)
- Bocca golosa, regia di Joe D'Amato
- Pasiones desenfrenadas (1981)
- Chiamate 6969: taxi per signora (1981)
- Labbra vogliose (1981)
- Voglia di sesso, regia di Joe D'Amato (1981)
- Valentina, ragazza in calore, regia di Raniero Di Giovanbattista (1981)
- Caldo profumo di vergine (1981)
- Le porno investigatrici, regia di Joe D'Amato (1981)
- Labbra bagnate (1981)
- Stretta e bagnata, regia di Joe D'Amato (1982)
- Caligola - La storia mai raccontata, regia di Joe D'Amato (1982)
- Triangolo erotico, regia di Antonio D'Agostino (1982)
- Bathman dal pianeta Eros (1982)
- Cannibal Love (1982)
- Messo comunale praticamente spione (1982)
- Funny Frankestein (1982)
- Margot, la pupa della villa accanto (1983)
- Love in Hong Kong, regia di Joe D'Amato (1983)
- La doppia bocca di Erika (1983)
- Claire... dove scivola scivola (1983)
- Labbra avide (1984)
- Top Model, regia di Joe D'Amato (1988)
- Incantesimo - soap opera (1998)

## Doppiatori
- Carlo Reali in  Le notti erotiche dei morti viventi